# Sarah McLawler
Sarah McLawler Kimes (Louisville (Kentucky), 9 augustus 1926 – 12 september 2017) was een Amerikaanse jazz- en r&b-muzikante (zang, piano, orgel).

## Biografie
McLawler werd in haar jeugd beïnvloed door kerk- en gospelmuziek en studeerde aan het Jordan Conservatory of Music in Indianapolis, waar haar familie destijds woonde. Ze begon haar professionele carrière als zangeres in 1946, toen ze optrad met het Jean Pope Orchestra in de Club Sunset Terrace. Op dat moment speelden daar ook Charlie Parker, Billy Eckstine, Gene Ammons en de vrouwenband International Sweethearts of Rhythm. Na haar verhuizing naar Chicago studeerde ze muziek aan de Fisk University. Beïnvloed door de muziek van de bigbands in die tijd, deed McLawler eind jaren 1940 haar eerste ervaring op als professionele muzikant in clubs in Chicago en op tournee met de bigband van Lucky Millinder. Tijdens een gastoptreden in Nashville (Tennessee) in 1948 ontmoette ze Hetty Smith, met wie ze de vrouwenband The Syncoettes oprichtte (piano, saxofoon, bas, drums). Hun opname van de standard The St. Louis Blues werd opgemerkt en leidde tot een verbintenis van de band in het Theresa Hotel in Harlem. Een andere gepubliceerde titel van de band was het vocale nummer I Can't Stop Loving You (King Records). De Syncoettes waren een tijdje actief als huisband bij de Savoy Club in Chicago.
In de jaren 1940 trouwde ze met violist Richard Otto, die ze ontmoette toen ze in een club in Brooklyn werkte. Samen gingen ze op tournee en maakten ook foto's. In de jaren 1950 was ze actief in het New Yorkse jazz- en r&b-circuit en speelde o.a. met Georgia Coleman, Akbar DePriest en Sun Ra percussionist Tommy Hunter. Gedurende deze tijd nam ze een aantal singles op voor het label Premium (My Whole Life Through, 1950) met muzikanten als Red Saunders, Harold Clark, Big John Greer, Sonny Thompson, Carl Pruitt, Kelly Martin, Tyree Glenn, Georgie Auld, Mundell Lowe en Specs Powell, vanaf 1952 bij King Records en vanaf 1953 bij Brunswick Records. Bekende nummers waren I Can't Stop Loving You, Love, Sweet Love voor het label King Records, evenals Red Light, Tipping In, Let's Get the Party Rocking en Blue Room. In juni 1953 trad ze met haar trio op in het Apollo Theater in New York, dat soms bestond uit de ongebruikelijke bezetting van orgel, viool en drums.
Verdere opnamen werden gemaakt met haar man voor Brunswick en Vee-Jay Records. Ze nam ook een aantal jazzstandards op, zoals Yesterdays en Body and Soul en trad verschillende keren op tijdens de Newark Jazz en het Newport Jazz Festival. Daarnaast had ze verbintenissen in het Novotel Hotel.

## Overlijden
Sarah McLawler overleed in september 2017 op 91-jarige leeftijd. Tijdens de begrafenis traden o.a. Carol Sudhalter, James Carter, Bertha Hope, Melba Joyce, Annette Aguilar, Kim Clark en Annette St. John op. Ze is begraven in Calverton National Cemetery.

## Discografie
- Sarah McLawler 1950-1953 (Classics)
- Sarah McLawler & Richard Otto: We Bring You Swing (Vee-Jay)
- Sarah McLawler & Richard Otto: We Bring You Love (Vee-Jay, 1961)
- Sarah McLawler & Richard Otto: At The Break Of Day (Vee-Jay)
- Richard Otto & Sarah McLawler: Break of Spring (Vee Jay)
- Sarah McLawler: Under My Hat (Doodlin Records 2010)

- Library of Congress Control Number: no2007008066
- MusicBrainz: 283c61a2-cef9-43d6-ac32-817f45fc0aad
- Virtual International Authority File: 36686502
- WorldCat: E39PBJg8DpJ6WcFXj3PFhM8pyd